# Howard C. Nielson
Howard Curtis Nielson (ur. 12 września 1924 w Richfield, zm. 20 maja 2020 w Karolinie Południowej) – amerykański polityk, członek Partii Republikańskiej.

## Działalność polityczna
Od 1967 do 1974 zasiadał w Utah House of Representatives. W okresie od 3 stycznia 1983 do 3 stycznia 1991 przez cztery kadencje był przedstawicielem nowo utworzonego 3. okręgu wyborczego w stanie Utah w Izbie Reprezentantów Stanów Zjednoczonych. 